# Phường 4, Tuy Hòa
Phường 4 là một phường thuộc thành phố Tuy Hòa, tỉnh Phú Yên, Việt Nam.

## Địa lý
Phường 4 có diện tích 2,16 km², dân số năm 2022 là 21.693 người, mật độ dân số đạt 10.043 người/km².

## Lịch sử
Ngày 28 tháng 9 năm 2024, Ủy ban Thường vụ Quốc hội ban hành Nghị quyết số 1200/NQ-UBTVQH15 về việc sắp xếp đơn vị hành chính cấp xã của tỉnh Phú Yên giai đoạn 2023 – 2025 (nghị quyết có hiệu lực từ ngày 1 tháng 11 năm 2024). Theo đó, sáp nhập toàn bộ 1,58 km² diện tích tự nhiên và quy mô dân số là 9.486 người của Phường 6 vào Phường 4.
Phường 4 có 2,16 km² diện tích tự nhiên và quy mô dân số là 21.693 người.